# Oxyommata
Oxyommata is een kevergeslacht uit de familie van de boktorren (Cerambycidae). De wetenschappelijke naam van het geslacht werd voor het eerst geldig gepubliceerd in 1970 door Zajciw.

## Soorten
Oxyommata is monotypisch en omvat slechts de volgende soort:
- Oxyommata collaris (Audinet-Serville, 1833)